# Huổi Lếch
Huổi Lếch là một xã thuộc huyện Mường Nhé, tỉnh Điện Biên, Việt Nam.

## Địa lý
Xã Huổi Lếch có vị trí địa lý:
- Phía đông và phía bắc giáp tỉnh Lai Châu
- Phía tây giáp xã Mường Toong
- Phía am giáp xã Pá Mỳ và xã Nậm Kè.

Xã Huổi Lếch có diện tích 117,12 km², dân số năm 2022 là 3.088 người, mật độ dân số đạt 26 người/km².

## Hành chính
Xã Huổi Lếch được chia thành 8 bản.

## Lịch sử
Ngày 25 tháng 8 năm 2012, Chính phủ ban hành Nghị quyết số 45/NQ-CP về việc thành lập xã Huổi Lếch trên cơ sở điều chỉnh 11.698,63 ha diện tích tự nhiên và 1.995 nhân khẩu của xã Mường Toong.
Ngày 9 tháng 12 năm 2021, HĐND tỉnh Điện Biên ban hành Nghị quyết số 64/NQ-HĐND về việc thành lập bản Pa Tết.